# Friedhof Woltmershausen
Der Friedhof Woltmershausen in Bremen-Woltmershausen, Ortsteil Woltmershausen, zwischen Woltmershauser Straße 476 und Auf dem Bohnenkamp sowie Kamphofer Damm und Goosekamp, ist städtisch und stammt von 1890.

## Geschichte
Friedhöfe in Bremen gehörten früher zumeist den Kirchen, so auch in Woltmershausen. Der erste Friedhof mit einer denkmalwürdigen neogotischen verklinkerten Kapelle mit einem christlichen Kreuz, einem markanten Treppengiebel und einer Orgel stammt von 1890. Er wurde bereits 1902 von der Stadt übernommen.
Ab 1940 ist er in mehreren Abschnitten auf 3,2 ha Größe erweitert worden, erkennbar am Stil der Gartenarchitektur. Baumbestand und Lindenallee prägen die Anlage. Von der geschwungenen Eingangsmauer führt ein Weg zur Kapelle. Das ehemalige Verwalterhaus mit Flachdach stammt von 1948. Der Friedhof ist dicht belegt, so dass kaum noch neue Erdbestattungen angeboten werden können.
Mit den Buslinie 24 (Rablinghausen – Domsheide – Hauptbahnhof – Neue Vahr Nord) ist der Friedhof erreichbar. Eingänge sind an der Woltmershauser Straße und der Straße Auf dem Bohnenkamp.